# Estrazione di gas naturale in Italia
L'Italia possiede giacimenti di gas naturale, soprattutto in Pianura Padana e nell'avampaese appenninico sia nella sua estensione terrestre che marina, con i quali nel 2009 copriva circa il 15% del fabbisogno nazionale.

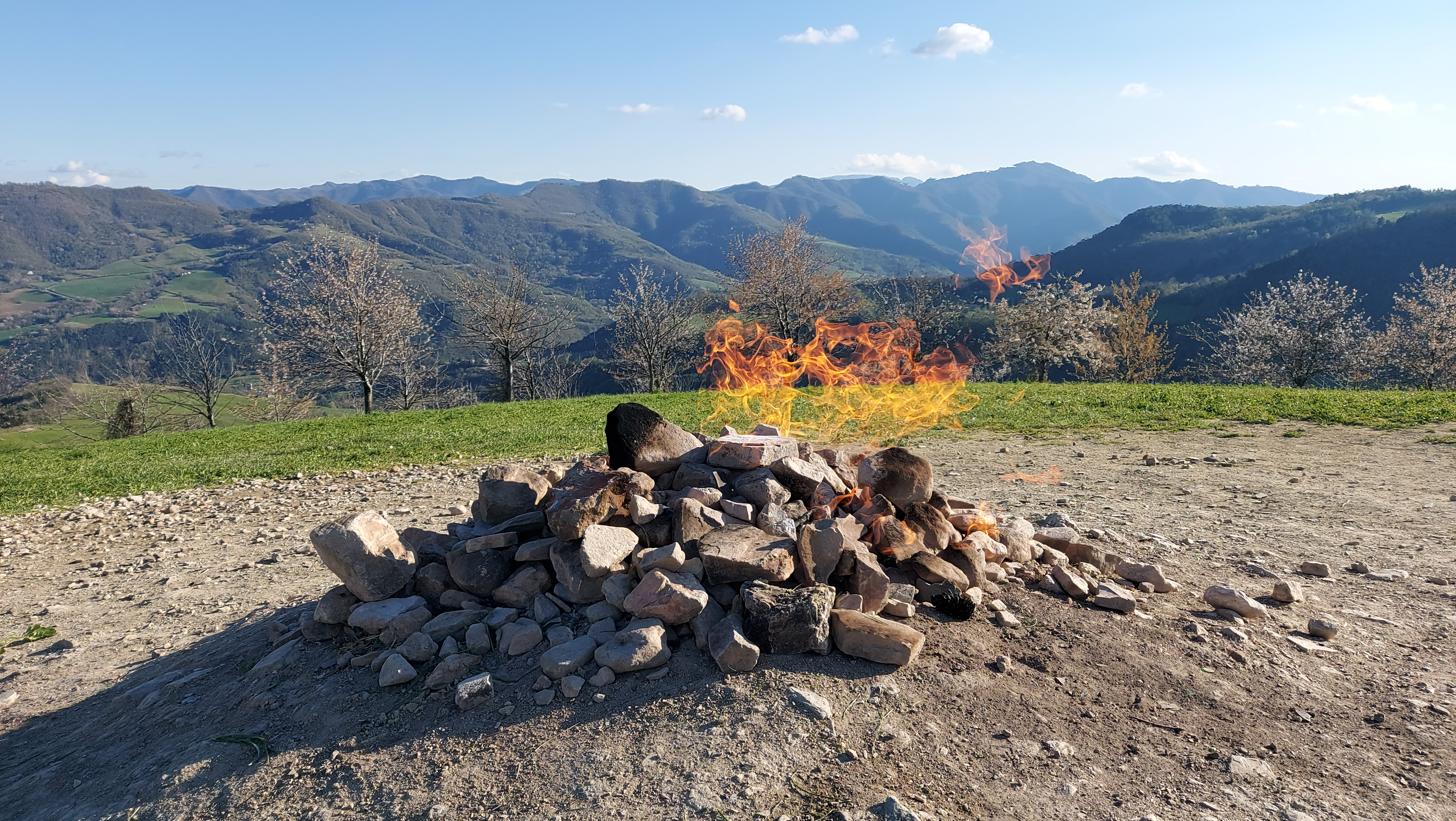
Fiamme "eterne" sul Monte Busca, alimentate da fonte sotterranea di metano

## Storia

La prima stazione di rifornimento metanifera sulla via Emilia (1940)

La presenza di gas naturale nel sottosuolo italiano era nota fin dall'antichità, con la presenza lungo l'Appennino settentrionale di luoghi ove esistevano fiamme continuamente accese alimentate da gas di origine sotterranea, alcune delle quali ancor oggi visibili.
Nel 1939 fu costruita la prima condotta per il trasporto del gas tra Pietramala e Firenze. Nel 1942-'43 fu costruita la prima condotta tra Salsomaggiore e Milano e Lodi.
Nel 1944 nella pianura Padana fu scoperto da AGIP il giacimento gassifero di Caviaga con la perforazione del pozzo Caviaga 1, allora, questo ritrovamento venne tenuto riservato, per impedirne lo sfruttamento da parte dei nazisti e quindi,a guerra conclusa, rivelato a Enrico Mattei, incaricato della liquidazione dell'AGIP, convincendolo a non seguire le direttive di scioglimento della società, ma ad agire in senso opposto per il suo sviluppo e crescita.

### Sviluppo nel secondo dopoguerra

Impianto di perforazione per lo sviluppo del campo metanifero di Vasto in Abruzzo (1961)

La perforazione del pozzo Caviaga 2, effettuata nel 1946, confermò l'importanza del ritrovamento, che al tempo risultò essere il più grande scoperto giacimento di gas naturale dell'Europa Occidentale, costituito da una trappola anticlinalica, un tipo di struttura geologica che era nota essere frequente nel sottosuolo padano, lasciando quindi ben sperare in future scoperte.
Nel 1948 fu scoperto il giacimento di Ripalta Guerina.
Tra il 1946 e il 1950 la produzione italiana passò da 20 a 305 milioni di metri cubi; tra il 1949 e il 1951 la rete di distribuzione fu aumentata da 354 a 1266 km.
La forte attività di ricerca permise il veloce rinvenimento di numerosi giacimenti in pianura padana: Cortemaggiore (1949), Cornegliano e Pontenure (1950), Bordolano (1951) Nel 1952 fu scoperto il giacimento di Ravenna, a 1250-1960 metri di profondità (30 pozzi produttivi) e quello di Correggio, nel 1954 quello di Sergnano, a 1305 metri (11 pozzi attivi). Questi ritrovamenti permisero una forte offerta di gas come fonte di energia verso le industrie dell'Italia settentrionale impegnate nella ricostruzione postbellica, per soddisfare la quale l'AGIP acquisì la SNAM nel 1949 e con essa costruì nella pianura padana una rete di metanodotti per la distribuzione del gas.
Nel 1955 fu inaugurato il metanodotto SNAM, detto "Genova", progettato nel 1952, che portava il metano da Cortemaggiore al complesso siderurgico Oscar Siniglia, il primo impianto a ciclo completo di produzione dell'acciaio esistente in Italia. Questo metanodotto era lungo 160 Km, attraversava l'appennino al passo della Bocchetta a 794 m sul livello del mare, aveva un diametro di 16 pollici, aumentati a 18 nell'ultimo tratto ligure, la sua costruzione richiese due anni di lavoro e 19.000 tonnellate di acciaio.
Nel 1960 fu scoperto il giacimento di Gagliano Castelferrato, a 2000 metri. Lo stesso anno viene messo in produzione il giacimento di Ravenna mare: è il primo campo gassifero sviluppato offshore dell'europa occidentale.
In un'intervista dell'aprile 1961 Mattei affermerà che nell'anno l'AGIP dalla pianura padana avrebbe prodotto sei miliardi e mezzo di mc  di gas, pari a sei milioni e mezzo di tonnellate di petrolio o dieci milioni di tonnellate di carbone con un risparmio per l'Italia di cento milioni di dollari sulle importazioni energetiche.
Successivamente nello stesso decennio vennero scoperti numerosi altri giacimenti nell'offshore alto adriatico, tra cui Ravenna mare sud (1963), Cervia Mare 1 (1966), Porto Corsini Mare Ovest (1967), Porto Garibaldi e Agostino (1968) tutti ad opera di Agip, mentre la società francese ELF nell'offshore medio adriatico scoprì il giacimento di Santo Stefano a mare (1967)
In Abruzzo l'AGIP scoprì nel 1960 il giacimento nei pressi di Vasto
Nel 1973 al centro della pianura Padana fu scoperto il giacimento di Malossa, a 5800 metri con produzione di idrocarburi liquidi leggeri (condensati) e gas con una stima iniziale di riserve estraibili pari a: 50 miliardi di mc di gas e 40 milioni di tonnellate di petrolio.
Un'altra area di produzione si estende dal subappennino dauno (Puglia) alla fossa bradanica (Basilicata), con una serie di giacimenti (individuati a partire dal 1962) lungo il margine orientale dell'Appennino meridionale.
Negli ultimi decenni del secolo XX una decina di campi gassiferi, ubicati a terra e ormai esauriti, sono stati riconvertiti come campi di stoccaggio di gas importato, per le loro convenienti caratteristiche geologiche e petrofisiche di reservoir.
Tra gli anni novanta e 2000 sono stati avviati nuovi pozzi nell'Adriatico.
In taluni casi, i pozzi esauriti che raggiungono una profondità di 3.000 metri e una temperatura del liquido iniettato pari ad almeno 70 °C sono stati riconvertiti alla produzione di energia geotermica.